# Municipio Vacas
Das Municipio Vacas ist ein Verwaltungsbezirk im Departamento Cochabamba im südamerikanischen Anden-Staat Bolivien und wurde am 15. Oktober 1986 gegründet. Seine Einwohner nennen sich Vaqueños bzw. Vaqueñas.

## Lage im Nahraum
Das Municipio Vacas ist eines von zwei Municipios der Provinz Arani und liegt im östlichen Teil der Provinz. Es grenzt im Westen an das Municipio Arani, im Süden an die Provinz Mizque, im Osten an die Provinz Carrasco und im Norden an die Provinz Tiraque.
Das Municipio Vacas hat eine Fläche von 334 km² und umfasst 87 Ortschaften, die größte Siedlung im Zentrum des Municipio ist Vacas mit 757 Einwohnern. (2012)

## Geographie
Das Municipio umfasst ein abflussloses Hochbecken und die umgebenden Höhenrücken im nordwestlichen Teil der Cordillera Oriental. Das Tal hat eine Höhe von 3420 m und wird beherrscht durch drei große Seen, die Lagunas (Seen) Parco Kocha, Acero Khocha und Juntutuyo. Die Bergrücken um das Hochbecken herum erreichen Höhen von bis zu mehr als 4200 m, die von dort in das Tal fließenden Bäche und Flüsschen ermöglichen eine ertragreiche Landwirtschaft.
Das Klima der Region ist gekennzeichnet durch ein typisches Tageszeitenklima, bei dem die täglichen Temperaturschwankungen deutlicher ausgeprägt sind als die jahreszeitlichen Schwankungen. Die Jahresdurchschnittstemperatur liegt bei 12 °C (siehe Klimadiagramm), die Temperaturen in den Wintermonaten Juni/Juli bei knapp 10 °C und im November/Dezember bei etwas mehr als 14 °C. Der Jahresniederschlag beträgt 550 mm und erreicht in den Sommermonaten von Dezember bis Februar Werte von 100 bis 120 mm, während in den ariden Monaten von Mai bis September kaum Niederschlag fällt.

## Bevölkerung
Die Einwohnerzahl ist zwischen 1992 und 2024 um etwa ein Siebtel zurückgegangen:
| Jahr | Einwohner | Quelle       |
| ---- | --------- | ------------ |
| 1992 | 10.172    | Volkszählung |
| 2001 | 12.511    | Volkszählung |
| 2012 | 8.940     | Volkszählung |
| 2024 | 8.425     | Volkszählung |

Die Bevölkerungsdichte des Municipios betrug 25,2 Einwohner/km² bei der Volkszählung 2024, der Anteil der städtischen Bevölkerung ist 0 Prozent.
Die Lebenserwartung der Neugeborenen lag im Jahr 2001 bei 52,9 Jahren.
Der Alphabetisierungsgrad bei den über 19-Jährigen beträgt 61,6 Prozent, und zwar 80,2 Prozent bei Männern und 45,5 Prozent bei Frauen (2001).

## Politik
Ergebnis der Regionalwahlen (concejales del municipio) vom 4. April 2010:
| Wahl- berechtigte |  | Wahl- beteiligung | gültige Stimmen |  | MAS-IPSP | MSM    | MNR   |
| ----------------- |  | ----------------- | --------------- |  | -------- | ------ | ----- |
| 4.655             |  | 4.125             | 3.036           |  | 2.140    | 864    | 32    |
|                   |  | 88,6 %            | 73,6 %          |  | 70,5 %   | 28,5 % | 1,1 % |

Ergebnis der Regionalwahlen (elecciones de autoridades políticas) vom 7. März 2021:
| Wahl- berechtigte |  | Wahl- beteiligung | gültige Stimmen |  | MAS-IPSP | MTS    | SÚMATE | SOMOS  | FPV    | UNIDOS.CBBA |
| ----------------- |  | ----------------- | --------------- |  | -------- | ------ | ------ | ------ | ------ | ----------- |
| 5.136             |  | 4.524             | 3.724           |  | 3.134    | 350    | 82     | 74     | 39     | 18          |
|                   |  | 88,08 %           | 82,32 %         |  | 84,16 %  | 9,40 % | 2,20 % | 1,99 % | 1,05 % | 0,48 %      |

## Gliederung
Das Municipio besteht nur aus einem einzigen Kanton (cantón):
- 03-0502-01 Kanton Vacas

## Ortschaften im Municipio Vacas
- Kanton Vacas
  - Vacas 757 Einw. – Chaulla Mayu 514 Einw.